# Yi jiu si er
Yi jiu si er (bra: De Volta a 1942) é um filme de drama chinês de 2012 dirigido por Feng Xiaogang, com roteiro de Zhenyun Liu baseado em seu romance Remembering 1942.
Foi selecionado como representante da China à edição do Oscar 2013, organizada pela Academia de Artes e Ciências Cinematográficas.[carece de fontes?]

## Elenco
- Zhang Guoli - mestre Fan
- Chen Daoming - Chiang Kai-shek
- Li Xuejian - Li Peiji
- Zhang Hanyu - Sim
- Fan Wei - Ma
- Feng Yuanzheng - Xialu
- Xu Fan - Huazhi